# Incilius aurarius
Incilius aurarius is een kikker uit de familie padden (Bufonidae).

## Naam en indeling
De wetenschappelijke naam van de soort werd voor het eerst voorgesteld door Joseph R. Mendelson, Daniel G. Mulcahy, Sara Snell, Manuel E. Acevedo en Jonathan Atwood Campbell in 2012. De soortaanduiding aurarius betekent vrij vertaald 'goudkleurig'; aurum is Latijn voor goud.

## Uiterlijke kenmerken
Mannetjes van Incilius aurarius bereiken een lichaamslengte van 5,4 tot 6,8 centimeter, de vrouwtjes worden 5,3 tot acht cm lang. De lichaamskleur van de vrouwtjes is bruin, de mannetjes hebben een heldere geeloranje kleur.

## Verspreiding en habitat
De kikker leeft in delen van Midden-Amerika en is te vinden in de landen Guatemala en Mexico. De soort is aangetroffen op een hoogte van 1100 tot 1798 meter boven zeeniveau.
De habitat bestaat uit vochtige hellingen op enige hoogte in nevelwouden. De eieren worden in stroompjes afgezet in het droge seizoen. De larven zijn niet aangepast op snelstromend water en zouden waarschijnlijk wegspoelen in de regentijd.
Door de internationale natuurbeschermingsorganisatie IUCN is de soort nog niet opgenomen.